# Дунама III
Ідріс Дунама III (*д/н — 1382) — 31-й маї (володар) імперії Канем в 1382 році.

## Життєпис
Походив з династії Сейфуа. Відомостей про нього обмаль. Стосовно батьків є дискусії. За часів маї Абубакара I повстав. 1382 року оголосив себе маї. Боровся з іншим родичем — Омаром I. Обставини протистояння достеменно невідомі. Напевне, загинув того ж року.